# Francesco Marino
Francesco Marino (* 24. listopadu 1955 Cesa) je italský římskokatolický duchovní a biskup Noly.

## Život
Narodil se 24. listopadu 1955 v Cese.
Vstoupil do Papežského regionálního semináře Kampánie v Neapoli. Teologické vzdělání získal na Papežské teologické fakultě Jižní Itálie, kde později získal licenciát z dogmatické teologie. Dne 6. října 1979 byl vysvěcen na kněze a inkardinován do diecéze Aversa. Je absolventem studia literatury a filozofie na Neapolské univerzitě. Stal se animátorem nižšího semináře a farním vikářem v Sant’Antimo.
V letech 1980–1992 zastával funkci vicerektora semináře v Neapoli a od roku 1989 přednášel na teologickém fakultě. Od roku 1991 byl zodpovědný za formaci kléru ve funkci biskupského delegáta a později biskupského vikáře. Před biskupským jmenováním působil jako okrskový vikář a farář v Trentola Ducenta. Dne 13. listopadu 2004 jej papež Jan Pavel II. jmenoval biskupem Avellina. Biskupské svěcení přijal 8. ledna 2005 z rukou kardinála Crescenzia Sepe a spolusvětiteli byli arcibiskup Mario Milano a biskup Antonio Forte.
Dne 11. listopadu 2016 byl papežem Františkem ustanoven biskupem Noly.